# (14877) Zauberflote
(14877) Zauberflote (1990 WC9) – planetoida z grupy pasa głównego asteroid okrążająca Słońce w ciągu 5 lat i 113 dni w średniej odległości 3,04 j.a. Została odkryta 19 listopada 1990 roku w Europejskim Obserwatorium Południowym przez Erica Elsta. Nazwa planetoidy pochodzi od opery Czarodziejski flet Wolfganga Amadeusa Mozarta. Została nadana z okazji 250 rocznicy urodzin Mozarta.